# 昆明百货大楼
昆明百货大楼（集团）股份有限公司 （深交所：000560）是中国深圳证券交易所的一家上市公司，主营业务范围为批发和零售贸易。
2011年，该公司主营业务收入为1556030206.16元，公司净利润为82937425.70元，公司总资产为4172274803.55元。